# Lancat (Arse)
Lancat is een bestuurslaag in het regentschap Tapanuli Selatan van de provincie Noord-Sumatra, Indonesië. Lancat telt 1171 inwoners (volkstelling 2010).